# Kenzō Yokoyama
Pour les articles homonymes, voir Yokoyama.
Kenzō Yokoyama (横山 謙三, Yokoyama Kenzō), né le 21 janvier 1943 dans la préfecture de Saitama, est un footballeur et entraîneur japonais.

## Biographie
En tant que gardien de but, Kenzō Yokoyama sélectionné dans l'équipe nationale à quarante-neuf reprises (1964-1974). Il participe à deux éditions des JO, en jouant tous les matchs comme titulaire. Il est quart-de-finaliste en 1964 et remporte la médaille de bronze en 1968.
Il fait toute sa carrière à Mitsubishi Heavy Industries, de 1966 à 1977, remportant deux coupes et deux championnats japonais.
Fidèle à son club, il l'entraîne à trois reprises (1976-1983, 1994 et 2000), remportant deux coupes du Japon. Il est aussi sélectionneur du Japon entre 1988 et 1991, participant à la Coupe d'Asie des nations de football 1988, où le Japon pour sa première participation est éliminé au premier tour.

## Carrière

### En tant que joueur
- 1966–1977 :  Mitsubishi Heavy Industries

### En tant qu'entraîneur
- 1976–1983 :  Mitsubishi Heavy Industries
- 1988–1991 :  Japon
- 1994 :  Urawa Red Diamonds
- 2000 :  Urawa Red Diamonds

## Palmarès

### En tant que joueur
- Jeux olympiques
  - Médaille de bronze en 1968
- Coupe du Japon de football
  - Vainqueur en 1971 et en 1973
  - Finaliste en 1967 et en 1968
- Championnat du Japon de football
  - Champion en 1969 et en 1973
  - Vice-champion en 1970, en 1971, en 1974, en 1975, en 1976 et en 1977

### En tant qu'entraîneur
- Coupe du Japon de football
  - Vainqueur en 1978 et en 1980
  - Finaliste en 1979
- Championnat du Japon de football
  - Vice-champion en 1976 et en 1977
- Championnat du Japon de football D2
  - Vice-champion en 2000